# Suslivți, Letîciv
Suslivți (în ucraineană Суслівці) este localitatea de reședință a comunei Suslivți din raionul Letîciv, regiunea Hmelnîțkîi, Ucraina.

## Demografie
Componența lingvistică a localității Suslivți
     Ucraineană (98,99%)
     Rusă (1,01%)
Conform recensământului din 2001, majoritatea populației localității Suslivți era vorbitoare de ucraineană (98,99%), existând în minoritate și vorbitori de rusă (1,01%).